# Església negra

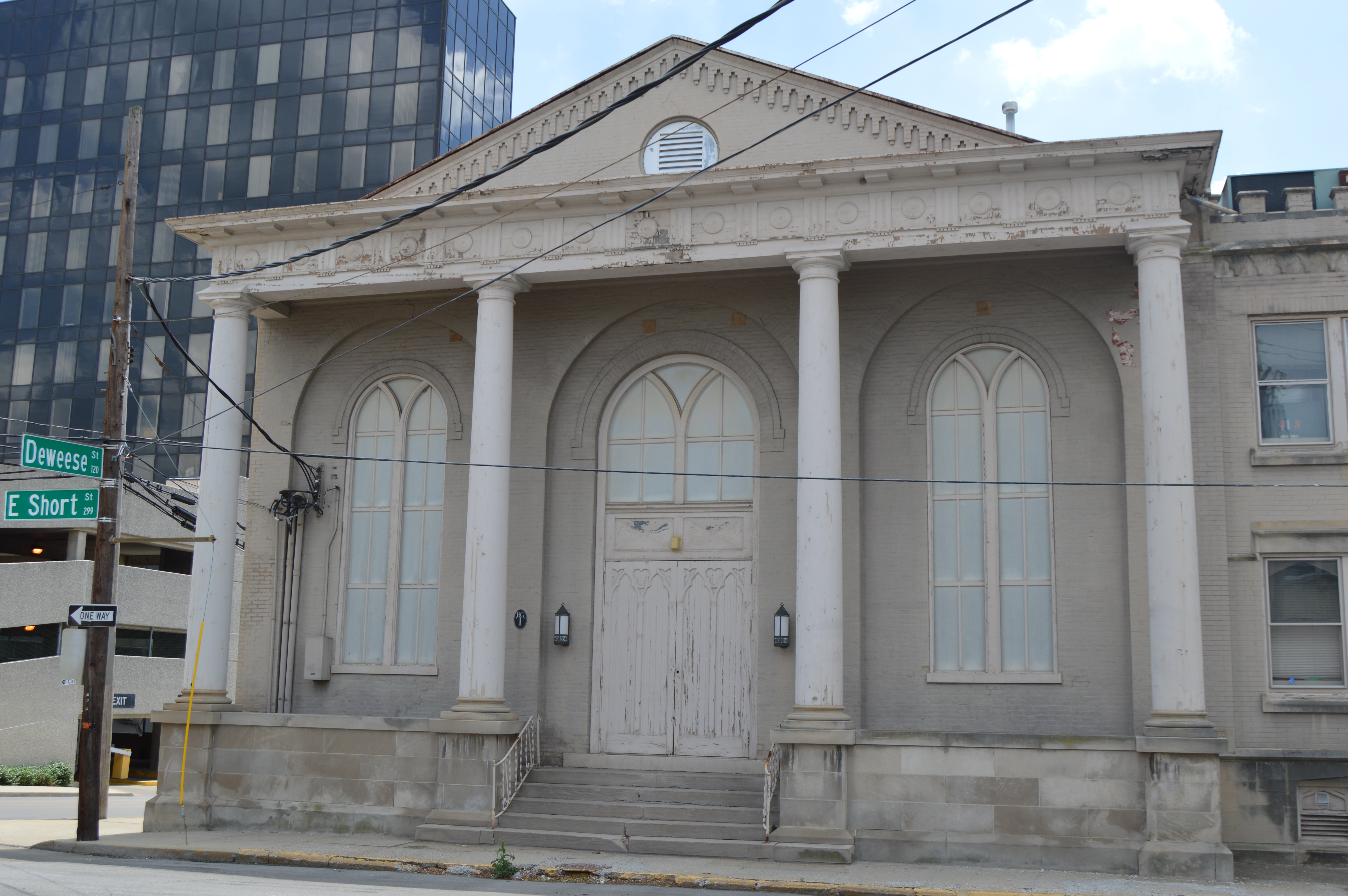
Façana de l'antic edifici de l'església Baptista negra més antiga a Lexington (Kentucky).

El terme Església negra es refereix a esglésies protestants que actualment o històricament han estat dirigides a congregacions predominantment negres als Estats Units. Mentre que algunes esglésies negres pertanyen a les denominades «afroamericanes», com l'Església Episcopal Metodista Africana (AME), moltes esglésies negres són membres de denominacions predominantment blanques, com l'Església Unida de Crist —que es va desenvolupar a partir de l'Església Congregacional de Nova Anglaterra.
La major part de les primeres congregacions i esglésies negres formades abans de 1800 van ser fundades per negres lliures —per exemple, a Filadèlfia a Pennsylvània; Església Baptista d'Springfield (Augusta (Geòrgia)); Petersburg (Virgínia de l'Oest); i Savannah (Geòrgia). L'església Baptista negra més antiga a Lexington (Kentucky) i la tercera més antiga als Estats Units, va ser fundada al voltant de 1790 per l'esclau Peter Durrett.
Després que l'esclavitud als Estats Units va ser abolida, les actituds segregacionistes tant en el Nord com en el Sud van desanimar i fins i tot van impedir que els afroamericans es reunissin en les mateixes esglésies que els blancs. Els negres alliberats van establir amb freqüència congregacions i instal·lacions eclesiàstiques separades dels seus veïns blancs, que sovint eren els seus antics amos. Aquestes noves esglésies van crear comunitats i pràctiques d'adoració que eren culturalment diferents d'altres esglésies, incloent formes úniques i potenciadores del cristianisme amb les tradicions espirituals africanes.
Les esglésies afroamericanes han estat durant molt de temps centre de les comunitats, servint com a llocs escolars en els primers anys després de la Guerra Civil, assumint funcions de benestar social, com proveir als indigents, i establint escoles, orfenats i presons. Com a resultat, les esglésies negres han fomentat fortes organitzacions comunitàries i han proporcionat un lideratge espiritual i polític, especialment durant el moviment afroamericà pels drets civils.

## Història

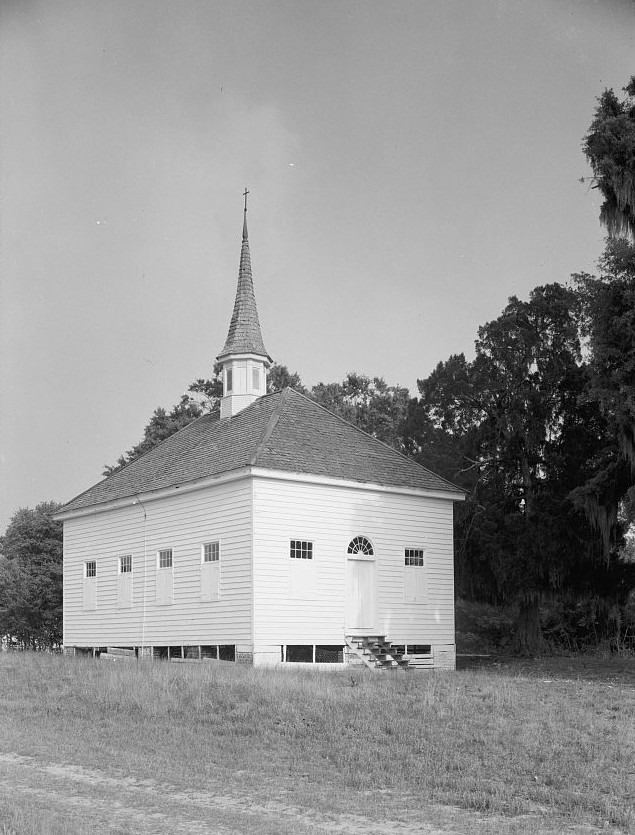
Església Baptista afroamericana, Carolina del Sud.

Els predicadors evangèlics baptistes i metodistes van viatjar pel sud dels Estats Units en el Gran Despertar de finals del segle xviii. Van fer una crida directa als esclaus i alguns milers d'ells es van convertir. Els negres van trobar oportunitats de tenir papers actius en noves congregacions, especialment en l'Església Baptista, on els esclaus van ser nomenats líders i predicadors. En ser escoltats, els esclaus van desenvolupar les seves pròpies interpretacions de les Escriptures i van trobar inspiració en històries d'alliberació, com la Fugida a Egipte. L'esclau i predicador baptista Nat Turner, va inspirar una rebel·lió armada, en un aixecament que va matar uns 50 persones blanques entre homes, dones i nens a Virgínia.
Tant els negres lliures com els esclaus més nombrosos van participar en les primeres congregacions baptistes negres fundades a la vora de Petersburg, Virgínia, Savannah, Geòrgia i Lexington, Kentucky, abans de 1800. Els esclaus Peter Durrett i la seva esposa van fundar la primera Església Baptista Africana a Lexington, al voltant de 1790. La congregació tenia prop de 290 fidels abans de la mort de Durrett el 1823.
Després de les revoltes d'esclaus a començaments del segle xix, incloent la rebel·lió de Nat Turner el 1831, Virgínia va aprovar una llei que exigia que les congregacions negres només es reunissin en presència d'un ministre blanc. Altres estats van restringir igualment les esglésies negres o l'assemblea de negres de grans grups sense supervisió de blancs. Tanmateix, les congregacions baptistes negres en les ciutats van créixer ràpidament i els seus membres van créixer en diversos centenars en cadascuna, abans de la Guerra Civil dels Estats Units. Encara que la major part d'ells eren dirigits per negres lliures, la majoria dels seus membres eren esclaus. A les zones de plantació, els esclaus organitzaven esglésies subterrànies i reunions religioses ocultes, l'«església invisible», els esclaus eren lliures per mesclar el cristianisme evangèlic amb les creences africanes i els ritmes africans. Amb el temps, molts van incorporar himnes metodistes de John Wesley, cançons de gospel i espirituals. Les esglésies subterrànies van proporcionar un refugi psicològic del món blanc. Els espirituals van donar als membres de l'església una manera secreta de comunicar-se i, en alguns casos, planejar la rebel·lió.
Els esclaus també van aprendre sobre el cristianisme assistint als serveis dirigits per un predicador blanc o supervisats por una persona blanca. En el Sud fins al Gran Despertar, la majoria dels esclavistes, si practicaven cap cristianisme era l'anglicà. Encara que en els primers anys del Primer Gran Despertar, els predicadors metodistes i baptistes van advocar per la manumissió dels esclaus i l'abolició, en les primeres dècades del segle xix, sovint havien trobat formes de donar suport a la institució. En llocs on els blancs supervisaven l'adoració i l'oració, usaven l'histories de la Bíblia que reforçaven la permanència de la gent en els seus llocs de la societat, instant als esclaus a ésser lleials i a obeir els seus amos. Les capelles metodistes i baptistes van ser fundades entre moltes de les comunitats més petites i plantacions. Durant les primeres dècades d'aquest mateix segle, van utilitzar històries com la Maledicció de Cam per justificar-se l'esclavitud a ells mateixos. Van promoure la idea que esclaus lleials i treballadors serien recompensats en l'altra vida. De vegades els esclaus van establir les seves pròpies escoles sabàtiques per parlar sobre les Escriptures, els que eren alfabetitzats van intentar ensenyar a d'altres a llegir.

### Els negres lliures

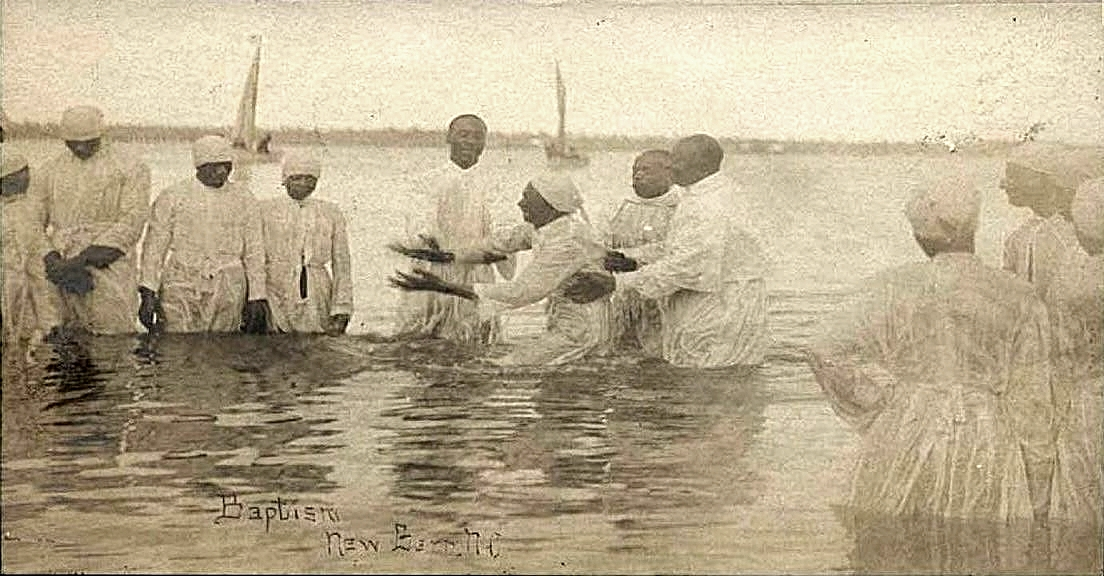
Una postal d'un baptisme de riu a New Bern, Carolina del Nord, al voltant de 1900.

Els negres lliures tant en les ciutats del nord com del sud van formar les seves pròpies congregacions i esglésies abans del final del segle xviii. Van organitzar congregacions i esglésies negres independents, per practicar la religió a part de la supervisió blanca. Juntament amb esglésies blanques oposades a l'esclavitud, els negres lliures a Filadèlfia van proporcionar ajut i consol als esclaus que van escapar i van ajudar a tots els nou-vinguts a adaptar-se a la vida de la ciutat.
El 1787 a Filadèlfia, l'església negra va néixer de la protesta i la reacció revolucionària al racisme. Ressentits de ser relegats a una galeria segregada a l'Església Metodista de Sant Jordi, els predicadors metodistes Absalón Jones i Richard Allen, i d'altres membres negres, van deixar l'església i van formar la Societat Africana Lliure. Va ser al principi no confessional i va prestar ajut mutu a la comunitat negra lliure. Amb el temps, Jones va començar a dirigir els serveis episcopals allà. Va dirigir a la majoria dels seus membres a crear l'Església africana, en la tradició episcopal.
A la tardor de 1792, diversos líders negres van assistir als serveis en l'Església Metodista de Sant Jordi, què recentment havien ajudat a agrandir l'edifici. Als feligresos negres els van dir que s'assentessin a dalt en la nova galeria. Quan van seure erròniament en una àrea no designada per als negres, van ser remoguts per la força dels seients que havien ajudat a construir. Segons Allen, "... tots vàrem sortir de l'església en un sol cos, i ja no tenien la plaga de nosaltres". Mentre ell i Jones dirigien diferents denominacions, van continuar treballant estretament junts i amb la comunitat negra de Filadèlfia... Va ser acceptada com a parròquia i el 17 de juliol de 1794 es va convertir en l'Església Episcopal Africana de Sant Tomàs. Jones l'any 1802 va ser el primer sacerdot negre ordenat en l'Església Episcopal.
Petersburg tenia dues de les congregacions negres més antigues del país, totes dues organitzades abans de 1800 com a resultat del Gran Despertar: la Primera Església Baptista (1774) i l'Església Baptista de Gillfield (1797). Cada congregació es va traslladar de les zones rurals a la ciutat de Petersburg als seus propis edificis a començaments del segle xix. Les seves dues congregacions baptistes negres van ser les primeres d'aquesta denominació a la ciutat i van créixer ràpidament.
A Savannah (Geòrgia), va ser organitzada una congregació baptista negra l'any 1777, per George Liele. Un antic esclau, que havia estat convertit pel ministre baptista Matthew Moore. La seva primera predicació va ser encoratjada pel seu mestre, Henry Sharp. Sharp, era un diaca baptista i lleialista, que va alliberar a Liele abans que comencés la Guerra de la Independència dels Estats Units. Liele havia estat predicant als esclaus de les plantacions, quan es va dirigir a Savannah, on va organitzar una congregació. Després de 1782, quan Liele va deixar la ciutat, Andrew Bryan va conduir el que es va conèixer com la Primera Església Baptista Africana. Cap a 1800 l'església tenia 700 membres, i cap a 1830 havia crescut a més de 2400 membres. Aviat va generar dues noves congregacions negres a la ciutat.
Abans de 1850, la primera congregació Baptista africana a Lexington, Kentucky va créixer a 1.820 membres, fent-se la més gran en aquest estat. Això va succeir sota la direcció del seu segon pastor, London Ferrill, un negre lliure, i va ser alhora que Lexington s'estava ampliant ràpidament com a ciutat. El primer Baptista africà va ser admès en l'associació baptista d'Elkhorn el 1824, on havien estat sota la supervisió de congregacions blanques. El 1841, l'Església Catòlica de Sant Agustí va ser establerta per la comunitat criolla de Nova Orleans. Aquesta església és la parròquia catòlica negra més antiga dels Estats Units. El 1856 el primer Baptista africà va construir una gran església en arquitectura italianitzant, que va ser agregada al Registre Nacional de Llocs Històrics el 1986. Al 1861, la congregació tenia 2.223 membres.

## Reconstrucció

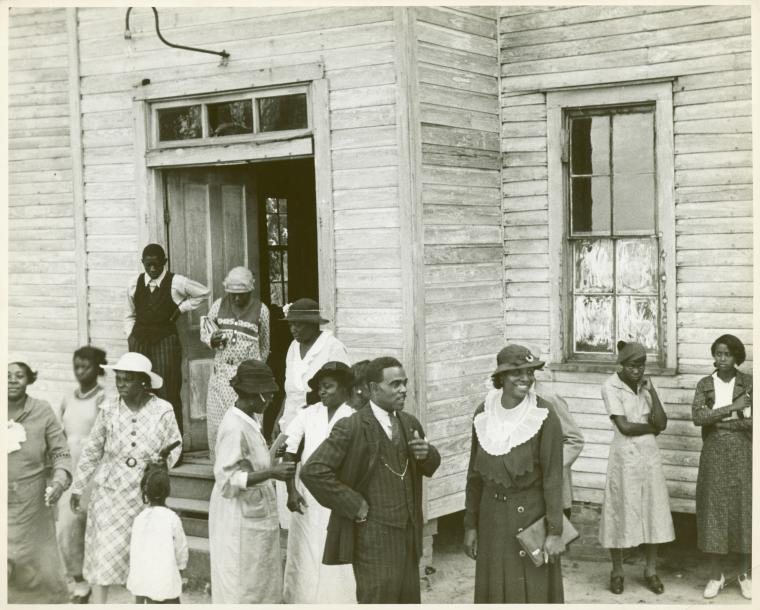
Sortida d'una església negra a Little Rock, Arkansas, 1935.

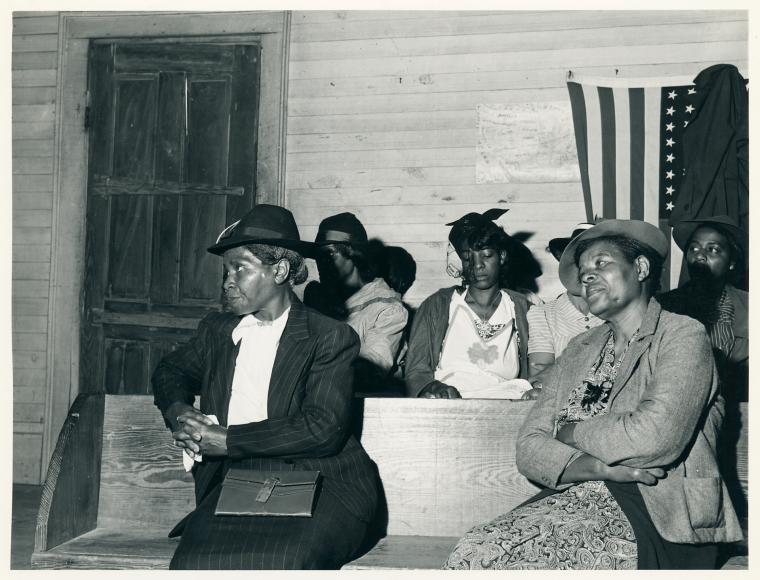
Assistents a l'església a Heard County, Geòrgia, 1941.

Després de l'emancipació, les esglésies del nord fundades per negres lliures, així com les de denominacions predominants blanques, van enviar missions al sud per ministrar als esclaus acabats d'alliberar, també per ensenyar-los a llegir i escriure. Per exemple, el bisbe Daniel Payne de l'església AME va regressar a Charleston, Carolina del Sud per l'abril de 1865 amb nou missioners. Va organitzar comitès, associacions i professors per arribar als lliberts en tot el camp. En el primer any després de la guerra, l'Església Episcopal Metodista Africana (AME) en va guanyar 50.000 congregats.
Al final de la Reconstrucció, les congregacions d'AME van existir de Florida a Texas. Els seus missioners i predicadors n'havien portat més de 250.000 nous adherents a l'església. Encara que tenia una base septentrional, l'església estava fortament influïda per aquest creixement en el Sud i la incorporació de molts membres que tenien diferents pràctiques i tradicions. Així mateix, dins de la primera dècada, l'església independent de l'Església Episcopal Metodista Africana d'AME, fundada a Nova York, també va guanyar desenes de milers de membres del Sud. Aquestes dues denominacions negres independents van atreure els membres més nous en el Sud.
L'any 1870 a Jackson (Tennessee), amb el suport de col·legues blancs de l'Església Metodista Episcopal del Sud, més de 40 ministres del sud negres, tots els liberts i els esclaus anteriors, es van reunir per establir les bases al sud, de l'església Episcopal Metodista (CME) de color (Cristiano Methodist Episcopal Church), fundada com una branca independent del metodisme. Van adoptar la Doctrina Metodista i van escollir els seus dos primers bisbes, William H. Miles de Kentucky i Richard H. Vanderhorst de Carolina del Sud. Dintre de tres anys, a partir de tindre al voltant de 40.000 fidels, havien crescut a 67.000 membres, i més que tres vegades aquesta quantitat en 50 anys.
Al mateix temps, les esglésies baptistes negres, ben establertes abans de la Guerra Civil, van continuar creixent i agregant noves congregacions. Amb el ràpid creixement de les esglésies baptistes negres en el Sud, el 1895 els funcionaris de l'església van organitzar una nova associació Baptista, la Convenció Baptista Nacional. Aquesta va ser la unificació de tres convencions nacionals negres, organitzades el 1880 i en la dècada de 1890. Va reunir les àrees de missió, educació i cooperació general. Malgrat la fundació de noves convencions negres en el segle xx, aquesta continua sent l'organització religiosa negra més gran dels Estats Units. Aquestes esglésies mesclaven elements de les esglésies subterrànies amb elements d'esglésies negres establertes lliurement.
Els anys de postguerra van ser marcats per un impuls separatista quan els negres van exercir el dret de moure's i reunir-se més enllà de la supervisió o control blanc. Van desenvolupar esglésies negres, societats de beneficència, ordres fraternals i companyies de bombers. En algunes àrees es van traslladar de les granges a ciutats, com al centre de Tennessee, o a ciutats que necessitaven reconstruir, com Atlanta. Les esglésies negres eren els punts focals de les comunitats negres, i la separació ràpida dels seus membres d'esglésies blanques va demostrar el seu desig de conduir els seus propis assumptes independentment de la supervisió blanca. També va mostrar la força prèvia de l'«església invisible» oculta als ulls blancs. L'església negra va establir i/o va mantenir les primeres escoles negres i membres de la comunitat encoratjats per finançar aquestes escoles i d'altres serveis públics. Per a la majoria dels líders negres, les esglésies sempre estaven connectades amb els objectius polítics d'avançar. Va créixer una tensió entre els líders negres del Nord i els del Sud que volien dirigir les seves esglésies i adorar a la seva manera.
Ja que la jerarquia masculina els negava oportunitats per a l'ordenació, les dones de classe mitjana en l'església negra es van afermar d'altres maneres: van organitzar societats missioneres per tractar assumptes socials. Aquestes societats van proporcionar capacitació laboral i educació en lectura, van treballar per a millors condicions de vida, van recaptar diners per a missions africanes, van escriure diaris religiosos i van promoure els ideals victorians de feminitat, respectabilitat i aixecament racial.

## Moviment pels drets civils

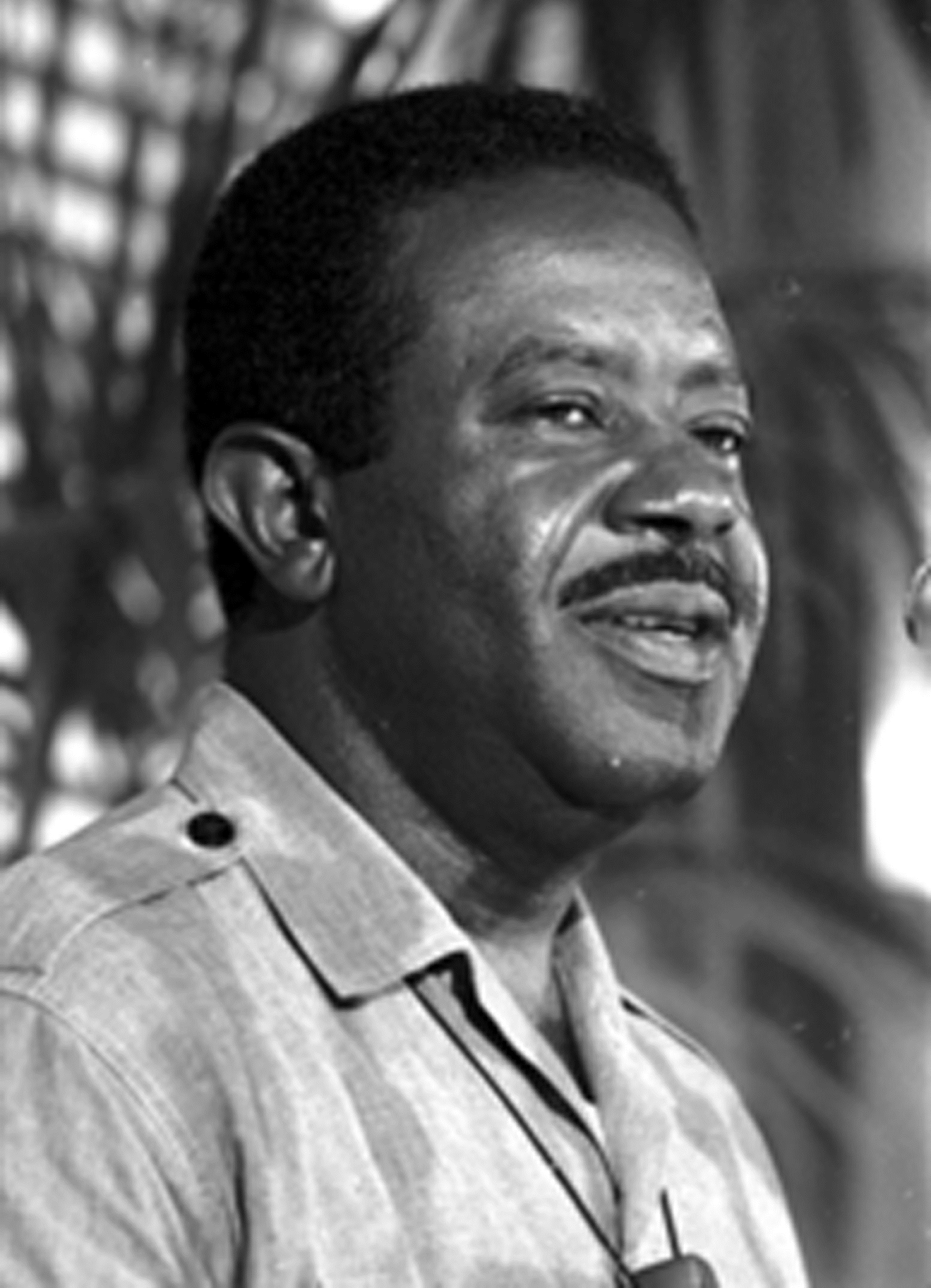
Ralph David Abernathy va ser un ministre baptista involucrat en elMoviment afroamericà pels drets civils.

Les esglésies negres van exercir un paper de lideratge en el Moviment afroamericà pels drets civils. La seva història com a centres de força per a la comunitat negra els va convertir en líders naturals en aquesta lluita moral. A més a més, sovint havien servit de vincles entre els mons negre i blanc. Els més notables ministres activistes dels anys 50 i 60 incloïen Martin Luther King, Jr., Ralph David Abernathy, Bernard Lee, Fred Shuttlesworth, Wyatt Tee Walker i CT Vivian.

## Política i socials
L'església negra continua sent una font de suport per als membres de la comunitat afroamericana. En comparació amb les esglésies americanes en el seu conjunt, les esglésies negres tendeixen a centrar-se més en temes socials com ara la pobresa, la violència de colles, l'ús de drogues, els ministeris de presons i el racisme. Un estudi va trobar que els cristians negres eren més propensos a haver sentit parlar de la reforma de l'atenció de la salut dels seus pastors que els cristians blancs.
La majoria de les enquestes indiquen que mentre que els negres tendeixen a votar demòcrata en les eleccions, els membres de les esglésies tradicionalment afroamericanes són en general més socialment conservadors que els protestants blancs com un tot. El matrimoni entre persones del mateix sexe i d'altres qüestions LGBT han estat una de les principals causes de l'activisme en algunes esglésies negres, encara que la majoria dels protestants negres s'oposen a aquesta actitud. Tanmateix, algunes esglésies han estat discutint aquest assumpte. Per exemple, l'Església Episcopal Metodista Africana prohibeix als seus ministres oficiar bodes del mateix sexe, però no té una política clara sobre l'ordenació.
Alguns membres del clericat negre no han acceptat la ideologia marital del mateix sexe. Un grup conegut com la Coalició de Pastors Afro-Americans (CAAP), manté el seu menyspreu pel matrimoni homosexual. El president de la CAAP, el reverend William Owens, afirma que la llei d'igualtat matrimonial causarà corrupció en el país. L'organització insisteix que una veritable unió és entre un home i una dona. També creuen que la llei, que prohibeix el matrimoni homosexual, hauria d'haver estat confirmada. Els membres de la CAAP coincideixen que la Cort Suprema no té dret a revocar la decisió constitucional.

## Teologia negra
Una forma de la teologia basada en temes d'alliberació negra és el moviment teològic negre. Els seus orígens es remunten al 31 de juliol de 1966, quan un grup ad hoc de 51 pastors negres, nomenant-se el Comitè Nacional dels Eclesiàstics Negres (NCNC), va comprar una pàgina completa en el The New York Times per publicar la seva «Black Power Declaració», que proposava un enfocament més agressiu per combatre el racisme utilitzant la Bíblia com a inspiració.
La teologia de l'alliberació negra va ser sistematitzada per James Cone i Dwight Hopkins. Es consideren els teòlegs principals d'aquest sistema de creença, encara que ara hi ha molts erudits que han contribuït en aquest camp. Al 1969, Cone va publicar el treball seminal que va posar les bases de la teologia de l'alliberació negra, Teologia Negra i Poder Negre. En el llibre, Cone va afirmar que no solament el poder negre no era aliè a l'Evangeli, sinó que era, de fet, el missatge de l'Evangeli per a tota l'Amèrica del segle xx.
Al 2008, aproximadament una quarta part de les esglésies afroamericanes van seguir la teologia de l'alliberació. La teologia va arribar al centre de l'atenció nacional després d'una controvèrsia relacionada amb la predicació per Jeremiah Wright, ex pastor de l'aleshores senador Barack Obama en la Iglesia Trinity United de Crist, a Chicago. Wright havia convertit la Trinity en una megaesglèsia reeixida seguint la teologia desenvolupada per Cone, qui ha dit que ell «remarcaria primer a Trinity» com un exemple de l'encarnació del seu missatge per part d'una església.

## Institucions de barri
Encara que les zones habitades per negres en les perifèries urbanes de les ciutats que han estat desindustrialitzades poden haver sofert fa temps que obres de desinversió, amb escoles de més baix qualitat, llocs policíacs i protecció contra incendis menys eficaços, hi ha institucions que ajuden a millorar el capital físic i social dels barris negres. En els barris negres les esglésies poden ésser importants fonts de cohesió social. Per a alguns afroamericans el tipus d'espiritualitat apresa mitjançant aquestes esglésies funciona com un factor de protecció contra les forces corrosives de la pobresa i el racisme.
Les esglésies també poden treballar per millorar la infraestructura física del barri. Per exemple les d'Harlem han emprès moviments immobiliaris i han renovat cases cremades i abandonades per crear nous habitatges per als residents. Les esglésies han lluitat pel dret a crear les seves pròpies escoles en lloc de les escoles públiques, sovint inadequades, que es troben en molts barris negres.

## Tradicions
Com molts cristians, els cristians afroamericans de vegades participen o assisteixen a una obra de Nadal. La Nativitat Negra de Langston Hughes és una narració sobre la història clàssica de la Nativitat amb música gospel. Les representacions es poden veure en teatres o esglésies negres per tot el país.

### Tradició del sermó negre
La tradició de la predicació negra, és un acostament a la construcció del sermó i l'entrega entre principalment els afroamericans. La tradició cerca predicar missatges que apel·len tant a l'intel·lecte com a les dimensions emotives de la humanitat, troba les seves arrels en les experiències doloroses dels negres durant l'esclavitud als Estats Units, així com experiències durant l'era de Jim Crow i discriminació posterior.
Els erudits i els practicants han reconegut extensament quatre elements de la tradició, que continuen en els dies moderns. En primer lloc, la predicació emfasitza la llibertat del predicador per mostrar el seu autèntic ens negre i no haver d'enfrontar-se a una persona falsa per pacificar unes certes expectatives dels membres de la societat dominant. En segon lloc, la predicació es caracteritza per una varietat d'adorns retòrics que inclouen sovint hipèrbole, llenguatge corporal corresponent, i musicalitat en les vocalitzacions. En tercer lloc, sovint està marcada per desafiaments a les estructures socials dominants i recalca com els individuos poden ser transformats per tenir una relació amb Déu. Finalment, hi ha un reconeixement de la continuïtat històrica amb els avantpassats y les seves lluites. Algunes poesies i literatura afroamericanes s'organitzen segons el patró de la tradició sermónica.

Raboteau descriu un estil comú de predicació negra desenvolupat per primera vegada a començaments del segle xix i comú al llarg dels segles XX i XXI:
| «                        | El predicador comença amb calma, parlant en prosa oral, i ocasionalment grandiloqüent; a poc a poc comença a parlar més ràpidament, excitat, i a cantar les seves paraules i el seu temps a un ritme regular; finalment, arriba a un cim emocional en el que el discurs cantat es converteix en tonal i es fon amb el cant, aplaudiments i crits de la congregació. | » |
| — Albert Raboteau, 1995. | |   |